# Aelfric
Aelfric, ve staré angličtině Ælfrīc (asi 950–asi 1010) byl společně s yorským arcibiskupem Wulfstanem nejvýznamnějším prozaikem staroanglické (anglosaské) literatury z doby po Alfrédu Velikém.
Aelfricovo a Wulfstanovo dílo je vyvrcholením tzv. benediktinské klášterní reformy. Nástupci Alfréda Velikého přestali totiž díky neustálým vyčerpávajícím válkám s Vikingy rozvíjet jeho osvětový odkaz. Duchovní oživení nastalo až ve 2. polovině 10. století díky vlivu benediktýnských klášterů na vzdělanost v zemi.
Aelfric získal vzdělání ve Winchesteru, jako mnich působil v jižní Anglii a později se stal opatem v Eynshamu. Psal hlavně staroanglicky, ale i latinsky.
Napsal dvě knihy homilií na aktuální dobová témata a jeho haiografické spisy jsou díky použití národního jazyka unikátním počinem v tehdejší Evropě. Společně se svými žáky rovněž přeložil do staroangličtiny prvních sedm knih Starého zákona. Jeho snaha o zvýšení vzdělanosti, kterou navázal na odkaz Alfréda Velikého, se také projevila v napsání latinské mluvnice s glosářem a konverzační příručky Rozhovor o povoláních (Colloquy on the Occupations).

## Česká vydání
Antologie nejstarší anglické poezie a prózy Jako když dvoranou proletí pták, Triáda, Praha 2009 obsahuje překlad čtyř jeho próz včetně Rozhovoru o povoláních.